# Krčedin
Krčedin (ćir: Крчедин) je naselje u Srijemu, u Vojvodini, u sastavu općine Inđija.

## Stanovništvo
U naselju Krčedin živi 2.878 stanovnika, od čega 2.297 punoljetna stanovnika s prosječnom starosti od 41,1 godina (39,5 kod muškaraca i 42,7 kod žena). U naselju ima 987 domaćinstava, a prosječan broj članova po domaćinstvu je 2,92.
Prema popisu iz 1991. godine u naselju je živjelo 2.852 stanovnika.
| Etnički sastav 2002. |            |        |
| Narod                | Stanovnika | %      |
| Srbi                 | 2.587      | 89,88% |
| Slovaci              | 76         | 2,64%  |
| Romi                 | 50         | 1,73%  |
| Jugoslaveni          | 27         | 0,93%  |
| Hrvati               | 26         | 0,90%  |
| Crnogorci            | 12         | 0,41%  |
| Mađari               | 7          | 0,24%  |
| Nijemci              | 4          | 0,13%  |
| Ukrajinci            | 3          | 0,10%  |
| ostali               | 4          | 0,13%  |
| nepoznato            | 31         | 1,07%  |

| broj stanovnika | 2810  | 2799  | 3167  | 3134  | 2877  | 2852  | 2878  |
|                 | 1948. | 1953. | 1961. | 1971. | 1981. | 1991. | 2001. |

## Vanjske poveznice
- Karte, udaljenosti i vremenska prognoza
- Satelitski snimak naselja  Arhivirana inačica izvorne stranice od 21. veljače 2021. (Wayback Machine)

### Ostali projekti
|  | Zajednički poslužitelj ima još gradiva o temi Krčedin |